# Spaelotis lucens
Spaelotis lucens là một loài bướm đêm trong họ Noctuidae.